# Hydrobiologia

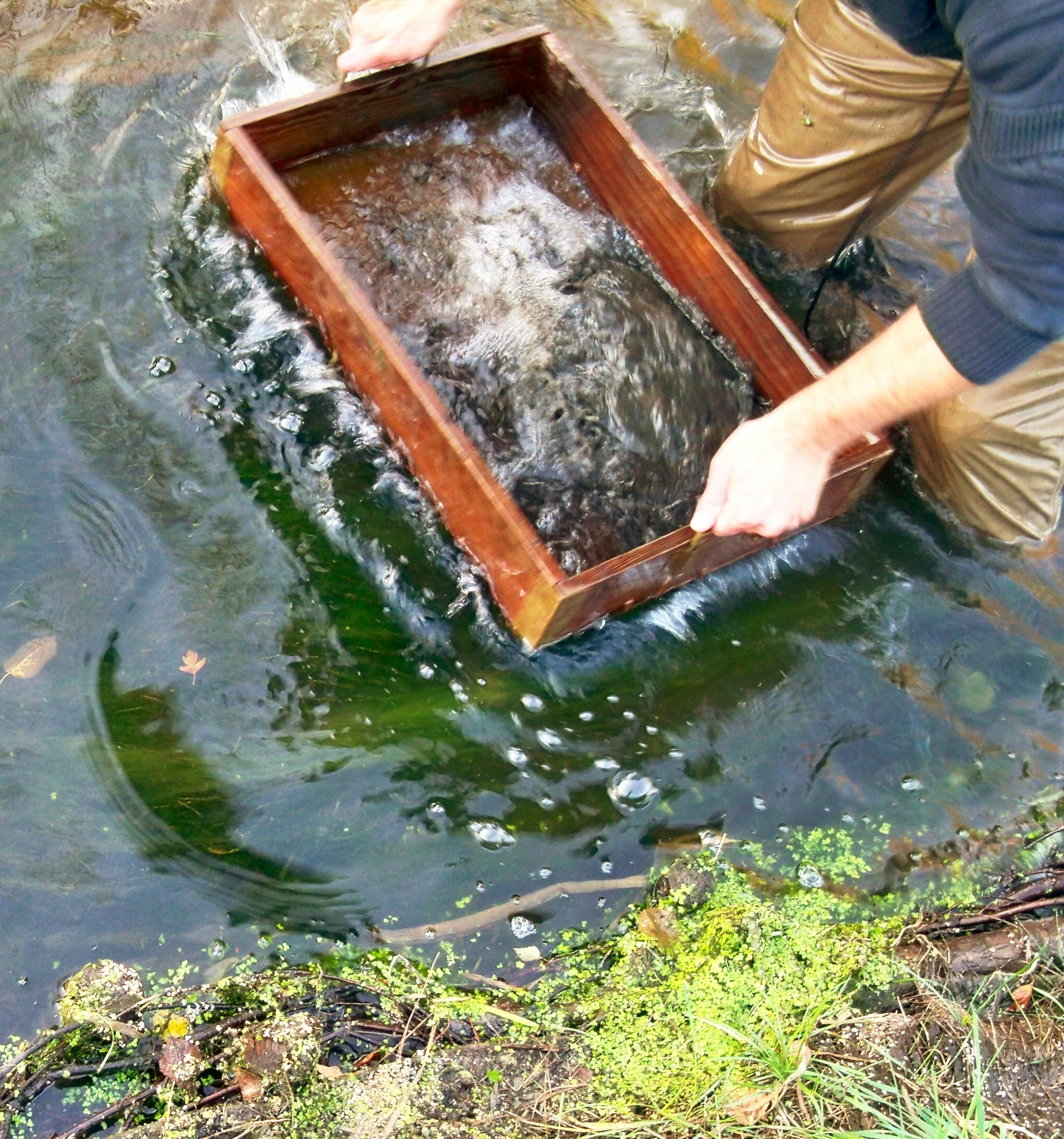
Przesiewanie bentosu – jedna z podstawowych technik badań hydrobiologicznych

Hydrobiologia – nauka o życiu organizmów w środowisku wodnym, biologia środowiska wodnego, w węższym rozumieniu ekologia organizmów wodnych.
Hydrobiologia może dotyczyć ekologii wód śródlądowych i morskich. Ta pierwsza bywa nazywana limnologią, przy czym termin limnologia bywa również definiowany nie jako synonim hydrobiologii słodkowodnej, ale jako dział hydrologii dotyczący jezior, także w oderwaniu od ich biologicznego wymiaru, i jako taki odróżniany od potamologii, czyli nauki o rzekach, i krenobiologii, czyli nauki o ekologii źródeł. Stąd terminy hydrobiologia i limnologia mogą być używane jako pojęcia bliskoznaczne lub jako oznaczające odrębne dziedziny nauki. Jednym z terminów określających tę dziedzinę nauki jest limnoekologia, jednak nie jest w praktyce używany. W przypadku ekologii wód morskich hydrobiologia jest traktowana jako dział oceanologii.
Według niektórych autorów hydrobiologia (limnologia) jest działem ekologii, przez co w jej zakres wchodzą jedynie badania organizmów wodnych w odniesieniu do ich związków z ekosystemem. W tym ujęciu do hydrobiologii nie należą oderwane od ekologii zagadnienia takie jak taksonomia, fizjologia czy genetyka organizmów wodnych.
Hydrobiologia uwzględnia warunki abiotyczne, jak i biotyczne. Obejmuje kilka dyscyplin podstawowych, takich jak: hydrochemia, hydrobotanika, algologia), hydrozoologia.
Wyróżnia się też w jej obrębie węższe dyscypliny, głównie o charakterze stosowanym:
- hydrobiologię rybacką
- hydrobiologię techniczną – zajmuje się ochroną urządzeń technicznych i problematyką oczyszczania ścieków
- hydrobiologię sanitarną – zajmuje się aspektami zdrowotnymi
- trofologię wód  – zajmuje się problematyką żyzności zbiorników wodnych (patrz trofizm)

Hydrobiologia jako nauka ma charakter ekologiczny – opisuje relacje i zależności między organizmami a różnymi czynnikami środowiska. Posługuje się przy tym szerokim wachlarzem metod badawczych, zapożyczonych z botaniki, zoologii, mikrobiologii, chemii i fizyki, a zwłaszcza w ostatnim czasie – także w coraz większym zakresie z matematyki (zaawansowana analiza statystyczna). Hydrobiologia dostarcza także modeli stosowanych w ekologii ogólnej, np. dotyczących populacjologii, produktywności ekosystemów, etologii, bioróżnorodności.

## Stowarzyszenia hydrobiologów
Międzynarodowym stowarzyszeniem zrzeszającym hydrobiologów jest Societas Internationalis Limnologiae. Działa ono od 1922 roku, a w 2014 roku liczyło 1250 członków z 70 krajów.
Krajowe stowarzyszenia hydrobiologiczne to m.in.:
- Australia – Australian Society for Limnology[5]
- Czechy – Česká limnologická společnost (kontynuacja stowarzyszenia czechosłowackiego założonego w 1966 roku)[6]
- Niemcy – Deutschen Gesellschaft für Limnologie[7]
- Polska – Polskie Towarzystwo Hydrobiologiczne[8]
- Stany Zjednoczone – Association for the Sciences of Limnology and Oceanography[9]
- Wielka Brytania – Freshwater Biological Association[10]